# Mike Ryan
Mike Ryan (eigentlich: Michael Robert Ryan; * 26. Dezember 1941 in Schottland) ist ein ehemaliger neuseeländischer Langstreckenläufer und Olympiadritter.
Er wuchs in Bannockburn auf und emigrierte 1963 nach Neuseeland, um in einer Papiermühle bei Tokoroa als Ingenieur zu arbeiten.
Auch wenn er mehrere nationale Titel auf der Bahn und im Crosslauf errang, hatte er seine größten Erfolge im Marathon. Bei den Commonwealth Games 1966 in Kingston errang er in der tropischen Hitze Jamaikas die Bronzemedaille. Im selben Jahr gewann er den Fukuoka-Marathon in 2:14:05, was sowohl einen neuseeländischen Rekord wie auch eine Weltjahresbestleistung darstellte.
Beim Marathon der Olympischen Spiele 1968 in Mexiko-Stadt errang er erneut eine Bronzemedaille hinter Mamo Wolde (ETH) und Kenji Kimihara (JPN). Die enorme Anforderung, die diese lange Belastung in der Höhenluft mit sich brachte, führte dazu, dass er sich mehrere Jahre lang gesundheitlich beeinträchtigt fühlte.
Mike Ryan ist verheiratet, hat zwei Kinder und lebt heute in Auckland. 2008 wurde er in die New Zealand Sports Hall of Fame aufgenommen.